# Senzai Wakashū
Il Senzai Wakashū (千載和歌集?, letteralmente Collezione di mille anni), spesso abbreviato come Senzaishū, è un'antologia imperiale (勅撰和歌集?, Chokusen wakashū) di poesie waka giapponesi compilata alla fine del periodo Heian. È la settima antologia Hachidaishū (八代集?, , raccolta di otto generazioni) (le prime otto antologie imperiali di poesia giapponese), ed è stata completata prima di Shin Kokin Wakashū e dopo Shika Wakashū. Si compone di venti volumi contenenti 1.285 (1.288) poesie di 385 poeti.

## Composizione e contenuto
Nel febbraio 1183, l'imperatore abdicato Go-Shirakawa ordinò a Fujiwara no Shunzei di compilare una raccolta imperiale. Il 22 aprile 1188 l'antologia fu completata e presentata all'imperatore Go-Shirakawa. Si dice che suo figlio, Fujiwara no Teika, abbia lavorato come assistente nella compilazione dell'antologia.
Si dice che l'antologia sia stata compilata sulla base della raccolta personale di poesie di Shunzei, Sangodaishu (Raccolta di quindici ere). Si compone di venti volumi contenenti 1288 poesie di 385 poeti suddivise in Primavera (due volumi), Estate, Autunno (due volumi), Inverno, Separazione, Viaggio, Elegie, Celebrazione, Amore (cinque volumi), Varie (tre volumi), Shakukyōka (釈教歌?, canto di Shakukyō) e Jingika (神祇歌?, canto per gli dei del cielo e della terra). La maggior parte delle poesie sono tanka (poesia di trentuno sillabe), ad eccezione delle 3 lunghe poesie chiamate chōka nel 19° volume.
Contiene eccellenti poesie omesse nelle Chokusen wakashū e poesie composte dai poeti contemporanei, fino dall'era Shōryaku della dinastia di Ichijō (in realtà dall'inizio dell'era Eien). La politica di selezione delle canzoni enfatizza la grandiosità e il lirismo ed è caratterizzata dallo spirito di Yūgen sostenuto da Toshinari e da tecniche come l'honkadori (本歌取り?, un'allusione all'interno di una poesia a una poesia più antica generalmente riconosciuta dai suoi lettori).
Minamoto no Toshiyori (52 poesie), l'editore di Kin'yō Wakashū, ha il maggior numero di poesie, seguito dallo stesso Toshinari (36 poesie), seguito da politici come Fujiwara no Mototoshi (26 poesie) e l'imperatore Sutoku (23 poesie). Altri poeti contemporanei includono Shun'e, En'i Hōshi (Saigyō), Taikenmon'in no Horikawa, la principessa Shikishi e poeti della dinastia come Izumi Shikibu, Murasaki Shikibu, Ōe no Masafusa e Fujiwara no Kintō. Contrariamente alla precedente Shika Wakashū, i poeti contemporanei furono nuovamente considerati importanti e il numero di poesie selezionate di poeti contemporanei comprendeva la metà del numero totale dell'opera. Inoltre, ben il 20 percento dei poeti erano sacerdoti buddisti.
Quando Taira no Tadanori fu cacciato dalla capitale, si fermò nella residenza di Shunzei e lasciò un centinaio di sue poesie. Shunzei ne scelse una tra quelle poesie e la mise nell'antologia come poesia yomibitoshirazu (よみ人しらず?, autore (よみ人, yomibito) sconosciuto o anonimo). Questo episodio è diventato famoso grazie all'Heike monogatari. Allo stesso modo, anche il fratellastro di Taira no Kiyomori, Taira no Tsunemori, ebbe una sua poesia selezionata per la pubblicazione come poeta sconosciuto.
Non c'è una grande differenza tra i denpon (libri di trascrizione esistenti e libri pubblicati), e il primo manoscritto che è stato realizzato alla fine del periodo Kamakura.